# Lampeuneuen
Lampeuneuen is een bestuurslaag in het regentschap Aceh Besar van de provincie Atjeh, Indonesië. Lampeuneuen telt 599 inwoners (volkstelling 2010).